# Endlagendämpfung

Schaltsymbol für einen doppeltwirkenden Zylinder mit Endlagendämpfung (fest)

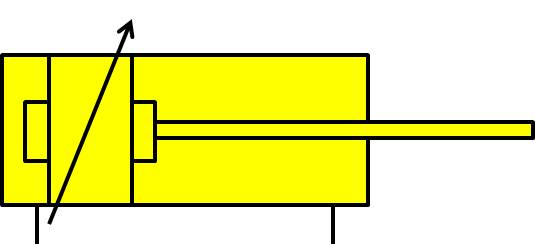
Schaltsymbol für einen doppeltwirkenden Zylinder mit Endlagendämpfung (einstellbar)

Endlagendämpfung stellt eine Möglichkeit dar, den Kolben eines Zylinders abzubremsen und somit Beschädigungen am Kolben oder den Endlagen der Kammern durch ein schnelles Aufschlagen des Kolbens zu vermeiden.
Dies wird durch Ergänzung von Dämpfungskolben mit kleinerem Querschnitt in den Endlagen realisiert.

## Funktionsprinzip
Hierbei wird kinetische Energie in Wärmeenergie umgewandelt. Bei konstanter Verzögerung gilt der Energieerhaltungssatz:
{\displaystyle {\frac {1}{2}}\cdot m\cdot v^{2}=A\cdot p\cdot s}

mit

{\displaystyle T={\frac {1}{2}}\cdot m\cdot v^{2}}      kinetische Energie bei geradliniger Bewegung
{\displaystyle W=F\cdot s=A\cdot p\cdot s}      Energie bzw. gespeicherte Arbeit des Dämpfungskolbens